# بنتاير
بنتاير (بالإنجليزية: Pentair plc) هي شركة لمعالجة المياه تأسست في أيرلندا مع إقامة ضريبية في المملكة المتحدة، ويقع مكتبها الرئيسي في الولايات المتحدة في منيابولس، مينيسوتا.

## التأسيس
تم تأسيس بنتاير في الولايات المتحدة، حيث جاءت 65٪ من إيرادات الشركة من الولايات المتحدة وكندا اعتبارًا من عام 2017. أعيد تنظيم شركة بنتاير في عام 2014، حيث حولت محل إقامة الشركة من سويسرا إلى أيرلندا.

## التطورات
في 30 أبريل 2018، أعلنت الشركة أنها أكملت فصل أعمال المياه والكهرباء. الآن، ينصب تركيز الشركة الأساسي على التطبيقات السكنية والتجارية والصناعية والبلدية والبنية التحتية والزراعة. بلغت إيراداتها في السنة المالية 2017 2.8 مليار دولار أمريكي وتوظف حوالي 10000 شخص حول العالم.